# Incahuasi (Bolivia)
Incahuasi es una localidad y municipio de Bolivia, ubicado en la provincia de Nor Cinti al suroeste del  departamento de Chuquisaca. El municipio tiene una superficie de 1.598,03 km² y cuenta con una población de 13.056 habitantes (según el Censo INE 2012). La localidad se encuentra a 426 km de la ciudad de Sucre, capital del país, conectada mediante carretera.
El municipio de Incahuasi se creó el 26 de enero de 1970 durante el gobierno de Alfredo Ovando Candia.

## Geografía
Incahuasi se encuentra en la faja subandina formada por una llanura homogénea. El principal río es el Incahuasi.
Al norte limita con el municipio de San Lucas, al este con las provincias de Azurduy y Hernando Siles, al sur con la provincia de Sud Cinti y al oeste con el municipio de Camargo.

## Demografía
De acuerdo con el censo boliviano de 2024, la población del municipio de Incahuasi es de 16 311 habitantes.
La población aumentó aproximadamente una quinta parte entre 2012 y 2024 tras la separación del municipio de Villa Charcas:
| Año  | Habitantes (municipio) | Fuente |
| ---- | ---------------------- | ------ |
| 1992 | 20.309                 | Censo  |
| 2001 | 23.394                 | Censo  |
| 2012 | 13.056                 | Censo  |
| 2024 | 16.311                 | Censo  |

## Economía
El municipio de Incahuasi es eminentemente agrícola y la producción está altamente mecanizada, principalmente en lo referente a cultivos de papa, el cual se destaca por sus altos rendimientos, leguminosas, trigo y maíz. Incahuasi es el mayor productor de papa del país con 11.000 hectáreas cultivadas, mientras que ocupa el segundo lugar en el cultivo de trigo, con 7.500 hectáreas.
El sector pecuario se halla también muy desarrollado, particularmente en la cría del ganado ovino, caprino y bovino criollo, con ejemplares que se adaptan a las condiciones ecológicas y cuya producción está destinada casi en su totalidad a la comercialización en las ciudades de Sucre, Potosí y Santa Cruz de la Sierra.